# STEREO

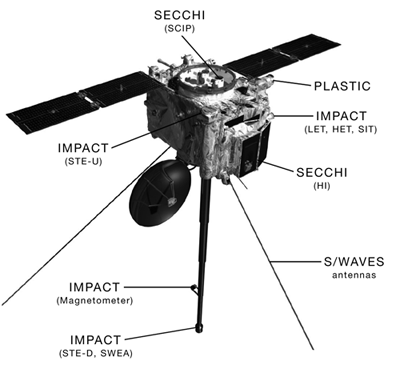
Una de les naus STEREO.

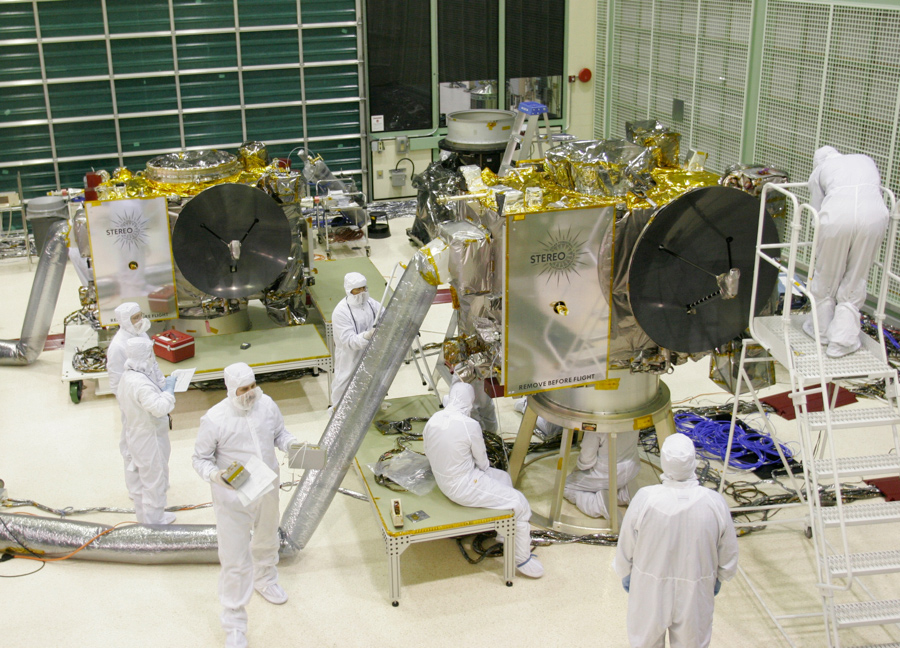
Les naus STEREO a la sala blanca del Goddard Space Flight Center.

STEREO (Solar TErrestrial RElations Observatory, Observatori de Relacions Solars Terrestres) és una missió d'exploració del Sol que fou llançada el 25 d'octubre de 2006 amb un coet Delta II des de Cap Canaveral. Consisteix en dues naus idèntiques situades en una òrbita heliocèntrica en dues posicions lleugerament diferents. Això els permet observar el Sol de forma estereoscòpica i obtenir imatges tridimensionals del Sol i de fenòmens solars com les ejeccions de massa de la corona solar.

## Perfil de la missió
Les dues naus van ser llançades per un coet Delta II en òrbites geocèntriques amb una excentricitat elevada i un apogeu més enllà de l'òrbita de la Lluna. Dos mesos després del llançament (en la cinquena òrbita), van utilitzar la gravetat de la Lluna per agafar embranzida i situar-se en una òrbita heliocèntrica. Una de les sondes (designada "A") està situada en una òrbita interior a l'òrbita de la Terra mentre que l'altra (designada "B") s'ha situat en una òrbita exterior. La nau A triga 347 dies a donar una volta al Sol mentre que la nau B ho fa en 387. A mesura que passi el temps, les dues naus s'aniran distanciant de la Terra a un ritme de 22º per any. La nau A, al tenir un període orbital més curt, anirà per davant de la Terra, i la nau B, que tindrà un període orbital més llarg, anirà per darrere.
Els científics que van dissenyar la missió van determinar que aquest és el mètode més eficient i econòmic de situar les naus a les seves òrbites d'observació. És la primera vegada que aquest mètode s'utilitzarà per a més d'una sonda.

## Instrumentació
- Sun Earth Connection Coronal and Heliospheric Investigation (SECCHI) - SECCHI té quatre instruments: una càmera en l'ultraviolat extrem, dos coronògrafs de llum blanca i una càmera heliosfèrica. El seu objectiu és estudiar l'evolució en 3D de les ejeccions de massa coronal al llarg de tot el procés des del seu origen a la superfície del Sol (fotosfera) a través de la corona i el medi interplanetari fins a impactar amb la Terra.[1]
- STEREO/WAVES (SWAVES) - SWAVES és un instrument per seguir emissions de ràdio que estudia la generació i l'evolució de les pertorbacions de ràdio que viatgen des del Sol fins a l'òrbita de la Terra.[1]
- In-situ Measurements of Particles and CME Transients (IMPACT) - IMPACT estudia les partícules energètiques i els camps magnètics del Sol.[1]
- PLAsma and SupraThermal Ion Composition (PLASTIC) - PLASTIC estudia les característiques del plasma format per protons, partícules alfa i ions pesants.[1]